# Ugoszcz (przystanek kolejowy)
Ugoszcz – nieczynny przystanek osobowy w Ugoszczy, w powiecie bytowskim, w województwie pomorskim, w Polsce. Przystanek jest nieczynny dla pasażerów. Na odcinku Lipusz-Bytów odbywa się wyłącznie ruch towarowy.